# Incheon Hyundai Steel Red Angels Women's Football Club
El Incheon Hyundai Steel Red Angels Women's Football Club es un equipo de fútbol femenino de la ciudad de Incheon, Corea del Sur. Los Ángeles Rojos son el primer equipo surcoreano de fútbol femenino, fundado en diciembre de 1993.
El club es la sección femenina del Hyundai Motor Group y es parte de la WK League, máxima categoría del fútbol femenino en el país, la cual ganó siete veces de manera consecutiva entre 2013 y 2019.

## Palmarés
| Competición nacional | Títulos                                                           | Subcampeonatos          |
| -------------------- | ----------------------------------------------------------------- | ----------------------- |
| WK League (11/4)     | 2013, 2014, 2015, 2016, 2017, 2018, 2019, 2020, 2021, 2022, 2023. | 2009, 2010, 2011, 2012. |

## Trayectoria
| Temporada | Temporada regular de la WK League | Temporada regular de la WK League | Temporada regular de la WK League | Temporada regular de la WK League | Temporada regular de la WK League | Temporada regular de la WK League | Temporada regular de la WK League | Temporada regular de la WK League | Playoffs   |
| Temporada | P                                 | V                                 | L                                 | E                                 | GF                                | GC                                | Pts                               | Pos                               | Playoffs   |
| --------- | --------------------------------- | --------------------------------- | --------------------------------- | --------------------------------- | --------------------------------- | --------------------------------- | --------------------------------- | --------------------------------- | ---------- |
| 2009      | 20                                | 9                                 | 8                                 | 3                                 | 25                                | 7                                 | 35                                | 2nd                               | Subcampeón |
| 2010      | 20                                | 13                                | 2                                 | 5                                 | 32                                | 21                                | 41                                | 1st                               | Subcampeón |
| 2011      | 21                                | 12                                | 5                                 | 4                                 | 37                                | 18                                | 41                                | 2nd                               | Subcampeón |
| 2012      | 21                                | 16                                | 2                                 | 3                                 | 43                                | 17                                | 50                                | 2nd                               | Subcampeón |
| 2013      | 24                                | 15                                | 5                                 | 4                                 | 44                                | 15                                | 50                                | 1st                               | Campeón    |
| 2014      | 24                                | 16                                | 5                                 | 3                                 | 49                                | 14                                | 53                                | 1st                               | Campeón    |
| 2015      | 24                                | 19                                | 4                                 | 1                                 | 57                                | 16                                | 61                                | 1st                               | Campeón    |
| 2016      | 24                                | 16                                | 7                                 | 1                                 | 55                                | 21                                | 55                                | 1st                               | Campeón    |
| 2017      | 28                                | 22                                | 4                                 | 2                                 | 88                                | 18                                | 70                                | 1st                               | Campeón    |
| 2018      | 28                                | 21                                | 6                                 | 1                                 | 84                                | 21                                | 69                                | 1st                               | Campeón    |
| 2019      | 28                                | 24                                | 4                                 | 0                                 | 82                                | 19                                | 76                                | 1st                               | Campeón    |